# Swietenia macrophylla
Swietenia macrophylla är en tvåhjärtbladig växtart som beskrevs av G. King. Swietenia macrophylla brukar benämnas Hondurasmahogny och ingår i släktet Swietenia och familjen Meliaceae. Släktet Swietenia har sitt namn efter den holländsk-österrikiske läkaren Gerard van Swieten (1700-1772).
IUCN kategoriserar arten globalt som sårbar. Inga underarter finns listade i Catalogue of Life.